# Ermita de San Julián de Boada
La ermita de San Julián de Boada es una iglesia mozárabe situada en Palau-sator. Es una de las más antiguas de toda la región, atestiguada por un documento de 934. En un documento de 1362 se nombra a esta iglesia como San Juan de Buadela y el historiador Manuel Gómez-Moreno la nombra Sant Julià de Buada. El edificio no constituye un ejemplo como obra de arte pero tiene un gran mérito histórico y como estudio del desarrollo de la arquitectura rural de esta época.

## Historia
Es una de las iglesias más antiguas de toda la región, atestiguada por un documento de 934.
A pesar de que la construcción sea más antigua, los primeros documentos históricos conservados en que se hable directamente de ella fechan del 1131, cuando Ramón Berenguer III dejó la iglesia en testamento en disposición eclesiástica de Gerona. En un documento de 1362 se nombra a esta iglesia como San Juan de Buadela y el historiador Manuel Gómez-Moreno la llama San Julián de Buada. El edificio no constituye un ejemplo como obra de arte pero tiene un gran mérito histórico y como estudio del desarrollo de la arquitectura rural de esta época.
En el año 1931 fue declarada Monumento Histórico Artístico y Bien de Interés Cultural Nacional. Poco después fue adquirida y restaurada por la Diputación de Gerona.

## Descripción del edificio
En origen (posiblemente visigodo) constaba de una sola nave separada del ábside por el arco triunfal de 36 dovelas de piedra que van a puntos diversos, con poca regularidad. Las impostas se adornan con relieves como de dientes de lobo, siendo este un modelo casi único en Cataluña y algo insólito entre los monumentos conocidos que pueden corresponder a la misma época. Una segunda reconstrucción ya mozárabe del siglo X añadió el otro tramo separado por el arco mozárabe, eliminando la puerta primitiva. Se hizo entonces un reforzamiento de muros y pilastras. En toda esta segunda obra se ve la mano de un maestro formado al gusto islámico del momento.
La iglesia está construida con materiales pobres. Su planta es irregular, así como el espesor de sus muros y consta de tres tramos diferentes. La nave está cubierta por bóveda de medio cañón, ligeramente sobrepasada en el ábside. Puede verse aún la señal de las cerchas de las cañas que se usaron.
El arco más antiguo es el triunfal del ábside, sobrepasado en un tercio, que puede ser visigodo, la curvatura del cual armoniza con la de la vuelta. Las juntas de las dovelas están orientadas de manera confusa. Tanto la capilla como su arco muestran vestigios de pinturas al fresco de santos en que dominaban los colores rojo y amarillo. Gómez-Moreno cree que pudieran datar del periodo románico.
El arco fajón del centro de la nave tiene estructura y características mozárabes. Está sobrepasado en un medio y las 30 dovelas que lo conforman convergen hacia el centro de la línea de impostas.
En el ábside se abre una ventana axial en ojo de cerradura que recuerda a las que se ven dentro de las iglesias mozárabes de Galicia.

Ermita de San Julián de Boada
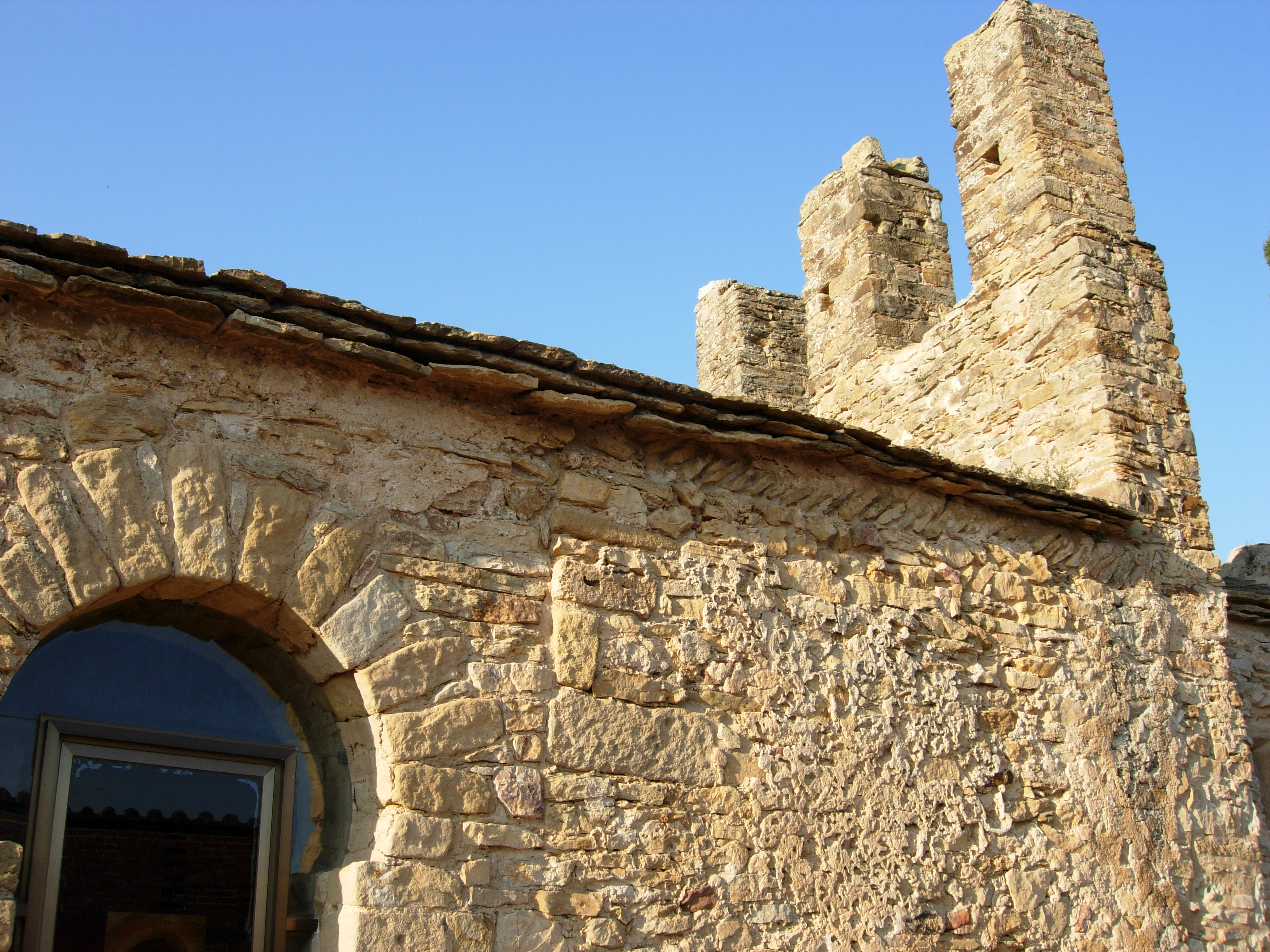
Detalle de la fachada.
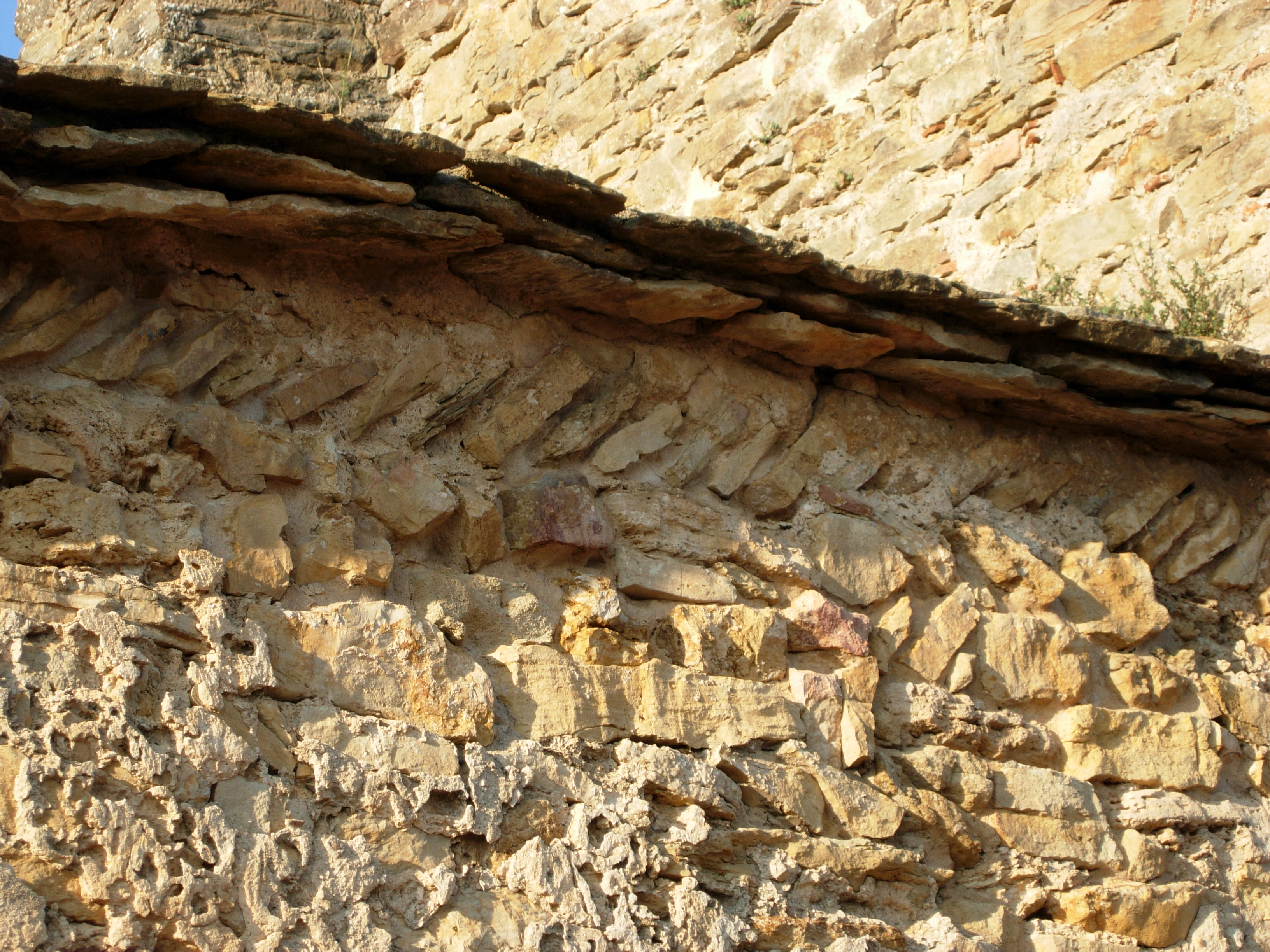
Opus spicatum.
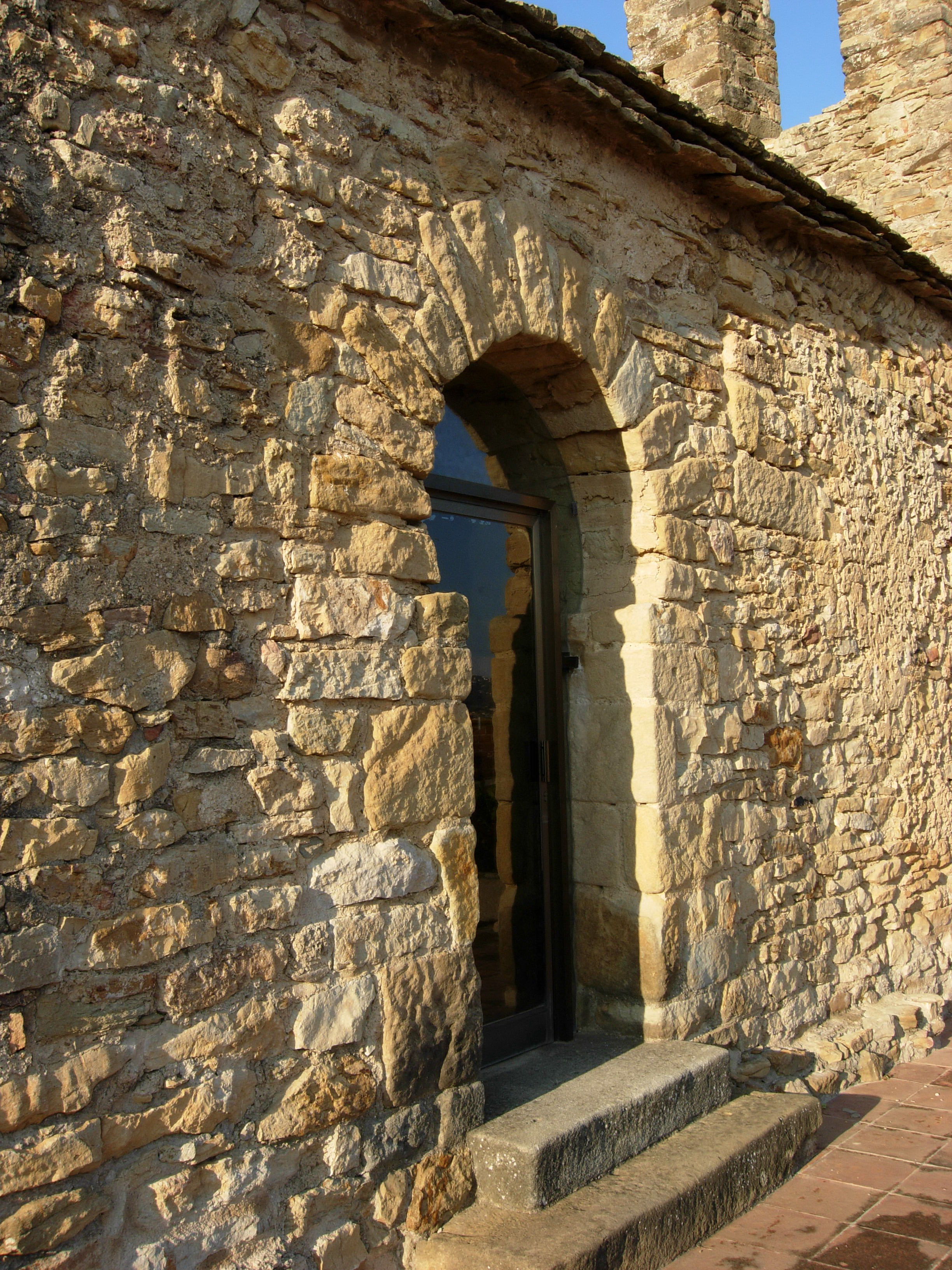
Puerta de entrada.